# بدمستان
 بدمستان ، قرية صغيرة تقع في داخل الجبال وتتبع ناحية كوخرد ( بالفارسية: بخش كوخرد ) من توابع مدينة بستك وتقع في محافظة هرمزگان في جنوب إيران. هي قرية من قرى وادي بدمستان، وأعمال جبال بربار، تقع بين هضبتين عاليتين، بينهما ماء وعيون عذبة.

## حدود قرية بدمستان
من الشمال: سلسلة جبال الناخ، ومن الجنوب أرض فضاء ومزارع النخيل، ومن المغرب « جبل بدمستان » ومن الشرق تنتهي بـقرية بربار.

## السكان
يبلغ عدد سكان هذه القرية الصغيرة في حدود 25 شخص
من البدو الرحل من أهل السنة والجماعة وعلى المذهب الشافعي يتكلمون الفارسية باللهجة المحلية، ولهم مسجد وبركة واحدة لحفظ الماء.

## مهنة السكان
يمتهنون بمهنة تربية المواشي والأغنام، والزراعة، تبعد القرية عن قرية بربار بحوالي كيلومتر واحد، وبها سد كبير يخزن الماء على مدار السنة. وفيها حوالي 300 نخلة. وكذلك يجلبون الأعشاب الطبية الموجودة على سفح الجبل وبيعها في القرى المجاورة لهم.

## وصلات خارجية
- الادارية لمحافظة هرمزگان
- الادارية لمحافظة هرمزگان (بلده كوخرد)